# Infrabel
Infrabel è un’azienda pubblica con funzione di gestore della fete ferroviaria del Belgio.
Dal 2 ottobre 2008, Infrabel è anche formalmente proprietaria delle infrastrutture che le sono state trasferite, con regio decreto, dal Fondo per le infrastrutture ferroviarie (FIF), creato per coprire gran parte del debito storico della Compagnia Ferroviaria Nazionale Belga (SNCB) dalla garanzia costituita da questo patrimonio immobiliare.
Dal 1º gennaio 2014 Infrabel è diventata una società pubblica autonoma di proprietà dello Stato belga.

## Storia
Nel 2005 l'Unione Europea ha dato il via libera alla liberalizzazione del trasporto ferroviario in Europa. In Belgio a seguito di questa decisione, la struttura dell'ex SNCB è stata riformata: nel 2008 è stato creato il "Gruppo SNCB", composto da tre società: Infrabel, SNCB e SNCB-Holding. Ognuna di queste società è una società pubblica autonoma sotto forma di società per azioni. Ciò significa, tra l'altro, che oltre alle loro missioni di servizio pubblico, le tre società hanno l'autonomia gestionale per sviluppare mansioni che non sono mansioni di servizio pubblico ma che rimangono nell'ambito del loro oggetto sociale. Le mansioni sono stabilite da una legge adottata dal Parlamento federale. Soltanto le mansioni di servizio pubblico sono oggetto di un contratto di gestione che ciascuna società stipula con lo Stato belga.
Infrabel gestisce l'infrastruttura della rete ferroviaria belga. L'infrastruttura comprende non solo le rotaie, ma anche le catenarie, gli scambi, i passaggi a livello, i segnali, i e riguarda quindi tutti gli aspetti che consentono la circolazione dei treni sulla rete. I dipendenti Infrabel sono conosciuti al grande pubblico soprattutto per la loro attività sulle linee e nei dintorni.
La SNCB è la compagnia ferroviaria che trasporta passeggeri e merci su rotaia. La SNCB è quindi responsabile dei treni: gestisce il numero dei treni, ne assicura la manutenzione e gestisce il personale ferroviario. Inoltre, la SNCB è responsabile anche di alcune piccole fermate custodite e della vendita dei biglietti di trasporto. Il grande pubblico conosce la SNCB soprattutto attraverso i ferrovieri, i dipendenti delle biglietterie e i macchinisti.
SNCB-Holding sviluppa e mantiene le 37 principali stazioni belghe, nonché parcheggi e spazi per biciclette. Le stazioni gestite da SNCB-Holding sono riconoscibili grazie ai tralicci colorati posti davanti all'ingresso. La SNCB-Holding è inoltre responsabile della sicurezza e della sorveglianza in tutte le stazioni belghe e sui treni. Inoltre, l'azienda è il datore di lavoro ufficiale di tutti i collaboratori del Groupe-SNCB, garantisce le relazioni sociali e svolge un ruolo di coordinamento all'interno del gruppo.
La legge del 30 agosto 2013 approva il progetto di ristrutturazione delle imprese ferroviarie. Il 1° gennaio 2014 la SNCB-Holding si è fusa con la sua controllata SNCB, scomparsa, e ha cambiato nome in SNCB, diventando un'impresa ferroviaria con lo status di azienda pubblica autonoma di proprietà dello Stato belga; allo stesso tempo Infrabel mantiene la sua qualità di gestore della rete ma diventa anche un'azienda pubblica autonoma di proprietà dello Stato belga. Viene creata una terza società SA di diritto pubblico, la HR Rail. Si tratta di una filiale paritaria della nuova SNCB e di Infrabel, di cui almeno il 2% delle azioni e il 60% dei diritti di voto sono detenuti dallo Stato belga, unico datore di lavoro di tutto il personale della SNCB e di Infrabel.
Tra il 2008 e il 1° gennaio 2014 Infrabel è appartenuta allo Stato belga per il 6,4% e alla SNCB-Holding per il 93,6%. Per garantire l'indipendenza di Infrabel, è stato stabilito per legge che lo Stato belga possiede più azioni con diritto di voto rispetto alla SNCB-Holding. La proporzione è del 20% - 1 voto per la SNCB-Holding e dell'80% + 1 voto per lo Stato belga.

## Le attività di Infrabel

### Sviluppo e manutenzione della rete
Infrabel è responsabile della gestione, manutenzione e sviluppo della rete ferroviaria belga. Per fare ciò, dispone di squadre regionali che intervengono sul campo in caso di problemi tecnici relativi all'elettricità, al segnalamento, alle strutture ingegneristiche e ai binari. Infrabel inoltre effettua regolarmente ispezioni generali che consentono di individuare rapidamente infrastrutture obsolete e difetti tecnici, in modo da ripararli e/o sostituirli in tempo.

### Coordinamento del traffico
Un altro importante compito di Infrabel è il coordinamento e la gestione del traffico ferroviario, svolto in tempo reale dalle cabine di manovra (in fase di ammodernamento e concentrazione) dislocate nelle principali stazioni del Belgio. Il compito delle cabine di manovra è quello di garantire la sicurezza e la puntualità del servizio ferroviario e di informare la Direzione Traffico che può, se necessario, provocare adattamenti o ritardi alla circolazione sulla rete dovuti a:
- lavori di manutenzione;
- adattamenti del percorso;
- adeguamenti degli orari;
- far attendere un treno locale in modo da dare la precedenza al passaggio di un treno veloce.

Il Controllo Traffico è il servizio il cui compito è raccogliere tutte le informazioni in tempo reale dalla ferrovia. Da allora i collaboratori di Railtime, lo strumento pensato per garantire la comunicazione trasparente di queste informazioni, sono in stretto contatto con il personale del Controllo Traffico. Railtime comunica attraverso il sito web fornendo il monitoraggio in tempo reale online dell'orario dei treni. Le cabine di manovra e il loro personale forniscono informazioni dirette ai viaggiatori nonché la circolazione dei treni nel minor tempo possibile.

### Concessione dell'accesso alla rete
I clienti di Infrabel sono imprese ferroviarie che trasportano passeggeri e merci su rotaia. Oltre a SNCB, il cliente più noto di Infrabel, sette imprese ferroviarie nazionali e internazionali sono autorizzate a operare sulla rete ferroviaria belga: Crossrail Benelux, Fret SNCF, Veolia Cargo Nederland, Trainsport AG, ERS Railways, CFL Cargo e Rotterdam Rail Feeding.
In base al contratto di gestione, Infrabel è tenuta a garantire un trattamento equo e non discriminatorio a ciascuna compagnia ferroviaria che desideri utilizzare l'infrastruttura ferroviaria belga. Ovviamente devono essere soddisfatte un certo numero di condizioni e l'operatore deve rispettare le norme di sicurezza.